# Alan Rickman
Alan Sidney Patrick Rickman (født 21. februar 1946 i Hammersmith i London, død 14. januar 2016 i London)
var en engelsk skuespiller, der var kendt for sin dybe stemme. Han var udlært på Royal Academy of Dramatic Art i London og blev medlem af Royal Shakespeare Company (RSC), hvor han opdtrådte i moderne og klassiske teaterproduktioner. Han spillede Vicomte de Valmont i RSC produktion af Les Liaisons Dangereuses i 1985, og efter denne produktion blev flyttet til West End i 1986 og Broadway i 1987, blev han nomineret til en Tony Award.
Rickmans første rolle på film var som den tyske terroristleder Hans Gruber i Die Hard (1988). Han har også optrådt som Sheriffen af Nottingham i Robin Hood: Prince of Thieves (1991), som han modtog en BAFTA Award for Best Actor in a Supporting Role; Elliott Marston i Quigley Down Under (1990); Jamie i Truly, Madly, Deeply (1991); P.L. O'Hara i An Awfully Big Adventure (1995); Colonel Brandon i Sense and Sensibility (1995); Alexander Dane in Galaxy Quest (1999); Metatron in Dogma (1999); Severus Snape i Harry Potter-serien (2001–2011); Harry i Love Actually (2003); Marvin i The Hitchhiker's Guide to the Galaxy (2005); og Judge Turpin i Sweeney Todd: Den djævelske barber fra Fleet Street (2007).
Rickman havde sin debut på tv i rollen som Tybalt i Romeo og Julie (1978) som en del af BBCs Shakespeare-serie. Han gennembrudsrolle var i BBC tv-udgave af The Barchester Chronicles (1982). Han medvirkede senere i tv-film, unklusive titelkarakteren i Rasputin: Dark Servant of Destiny (1996), som gav ham en Golden Globe Award, en Emmy Award og en Screen Actors Guild Award, og Alfred Blalock i Something the Lord Made (2004). Rickman døde af bugspytkirtelkræft den 14. januar 2016 i en alder af 69. Hans sidste filmrolle var som officer Frank Benson i thrilleren Eye in the Sky (2015), og som Kålormen Absolem i Alice i Eventyrland: Bag spejlet (2016).

## Opvækst og familie
Alan Rickman var søn af Bernard Rickman, en irsk katolsk fabriksarbejder, og Margaret Doreen Rose (født Bartlett), der var hjemmegående husmor og metodist. Rickmans far døde, da Rickman var otte år og efterlod dermed hans mor til at opdrage deres i alt fire børn alene. Hun giftede sig dog igen, men blev skilt tre år senere. Efter Rickman blev færdig på sin skole Latymer Upper School i Hammersmith, så begyndte han på kunstskolen The Chelsea College of Art. Her mødte han sin kæreste Rima Horton, som han blev gift med i 2012. Efter Chelsea blev han grafisk kunstner i Soho. Han modtog et stipendium til Royal Academy of Dramatic Art, hvor han gik fra 1972 – 1974. I de år vandt han både Emile Littler Prize, Forbes Robertson Prize og Bancroft Gold Medal. Siden optrådte han på den britiske scene og i mange store film. Rickman og Horton havde ingen børn.

## Karriere
Rickman medvirkede i mange forestillinger på teatret, både på Royal Court, Albery Theatre, The Olivier Theatre, Royal National Theatre, Almeida Theatre og på Broadway. I 1988 modtog han en Tony Award nominering for sin optræden som forfører i Les Liaisons Dangereuses. Samme år fik han også en 46. plads for sin rolle som Hans Gruber i Die Hard af The American Film Institute på listen over de 100 bedste helte og skurke gennem tiden. I 1996 fik han en Golden Globe og en Emmy for sin rolle i Rasputin. I 1994 fik han yderligere en nominering til en Emmy for hans optræden i Something the Lord Made. I 1995 blev Rickman kåret som nr. 34 af de 100 mest sexede stjerner i filmhistorien af Empire Magazine. I 1997 blev han kåret som nr. 59 blandt de 100 bedste filmstjerner gennem tiden af samme blad. I 2003 blev Rickman udnævnt til næstformand for Royal Academy of Dramatic Art. Samme år blev han også udvalgt som den. 59. Greatest Living Movie Stars som er over 50 år. I 2005 instruerede han stykket My Name Is Rachel Corrie på The Royal Court Theatre i London og vandt The Theatre Goers' Choice Awards for bedste instruktion. Siden vandt han stor popularitet blandt Harry Potter-fans for sin rolle som professor Severus Snape.

## Sygdom og død
I august 2015 blev Rickman ramt af et mindre slagtilfælde, der ledte til at han blev diagnosticeret med bugspytkirtelkræft. Han fortalte kun sin allernærmeste, at han havde terminal kræft. Den 14. januar 2016 døde han i London i en alder af 69. Han blev kremeret den 3. februar 2016 på West London Crematorium i Kensal Green, og hans aske blev givet til hans enke. Hans sidste to film, Eye in the Sky og Alice i Eventyrland: Bag spejlet blev dedikeret i hans minde, og det samme blev The Limehouse Golem, der skulle have været hans næste projekt.

## Filmografi

### Film
| År   | Titel                                               | Rolle                       | Noter                                                  |
| ---- | --------------------------------------------------- | --------------------------- | ------------------------------------------------------ |
| 1988 | Die Hard                                            | Hans Gruber                 |                                                        |
| 1989 | The January Man                                     | Ed, maleren                 |                                                        |
| 1990 | Quigley Down Under                                  | Elliot Marston              |                                                        |
| 1991 | Truly, Madly, Deeply                                | Jamie                       |                                                        |
| 1991 | Closet Land                                         | The Interrogator            |                                                        |
| 1991 | Robin Hood: Prince of Thieves                       | Sheriffen af Nottingham     |                                                        |
| 1991 | Close My Eyes                                       | Sinclair Bryant             |                                                        |
| 1992 | Bob Roberts                                         | Lukas Hart III              |                                                        |
| 1994 | Mesmer                                              | Franz Mesmer                |                                                        |
| 1995 | An Awfully Big Adventure                            | P.L. O'Hara                 |                                                        |
| 1995 | Sense and Sensibility                               | Colonel Brandon             |                                                        |
| 1996 | Michael Collins                                     | Éamon de Valera             |                                                        |
| 1997 | The Winter Guest                                    | Mand på gaden               | Ukrediteret Også instruktør og med-manuskriptforfatter |
| 1998 | Judas Kiss                                          | Detective David Friedman    |                                                        |
| 1998 | Dark Harbor                                         | David Weinberg              |                                                        |
| 1999 | Dogma                                               | Metatron                    |                                                        |
| 1999 | Galaxy Quest                                        | Alexander Dane/Dr Lazarus   |                                                        |
| 2000 | Hjælp! Jeg er en fisk                               | Joe                         | Stemme                                                 |
| 2001 | Blow Dry                                            | Phil Allen                  |                                                        |
| 2001 | Play                                                | Mand                        |                                                        |
| 2001 | The Search for John Gissing                         | John Gissing                |                                                        |
| 2001 | Harry Potter og De Vises Sten                       | Professor Severus Snape     |                                                        |
| 2002 | Harry Potter og Hemmelighedernes Kammer             | Professor Severus Snape     |                                                        |
| 2003 | Love Actually                                       | Harry                       |                                                        |
| 2004 | Harry Potter og Fangen fra Azkaban                  | Professor Severus Snape     |                                                        |
| 2005 | Harry Potter og Flammernes Pokal                    | Professor Severus Snape     |                                                        |
| 2005 | The Hitchhiker's Guide to the Galaxy                | Marvin the Paranoid Android | Stemme                                                 |
| 2006 | Snow Cake                                           | Alex Hughes                 |                                                        |
| 2006 | Parfumen - Historien om en morder                   | Antoine Richis              |                                                        |
| 2007 | Nobel Son                                           | Eli Michaelson              |                                                        |
| 2007 | Harry Potter og Fønixordenen                        | Professor Severus Snape     |                                                        |
| 2007 | Sweeney Todd: Den djævelske barber fra Fleet Street | Judge Turpin                |                                                        |
| 2008 | Bottle Shock                                        | Steven Spurrier             |                                                        |
| 2009 | Harry Potter og Halvblodsprinsen                    | Professor Severus Snape     |                                                        |
| 2010 | Harry Potter og Dødsregalierne - del 1              | Professor Severus Snape     |                                                        |
| 2010 | Alice i Eventyrland                                 | Kålormen Absolem            | Stemme                                                 |
| 2010 | The Wildest Dream                                   | Noel Odell                  | Stemme, dokumentar                                     |
| 2011 | Portraits in Dramatic Time                          | Sig selv                    |                                                        |
| 2011 | Harry Potter og Dødsregalierne - del 2              | Professor Severus Snape     |                                                        |
| 2011 | The Boy in the Bubble                               | Fortæller                   | Stemme, kortfilm                                       |
| 2012 | Gambit                                              | Lord Shahbandar             |                                                        |
| 2013 | The Butler                                          | Ronald Reagan               |                                                        |
| 2013 | A Promise                                           | Karl Hoffmeister            |                                                        |
| 2013 | CBGB                                                | Hilly Kristal               |                                                        |
| 2014 | A Little Chaos                                      | Kong Ludvig 14.             | Også instruktør og med-manuskriptforfatter             |
| 2015 | Eye in the Sky                                      | Lt. Gen. Frank Benson       |                                                        |
| 2016 | Alice i Eventyrland: Bag spejlet                    | Kålormen Absolem            | Stemme, posthum udgivelse                              |

### Tv
| År   | Titel                             | Rolle            | Notes                                 |
| ---- | --------------------------------- | ---------------- | ------------------------------------- |
| 1978 | Romeo og Julie                    | Tybalt           | BBC Television Shakespeare            |
| 1980 | Thérèse Raquin                    | Vidal            | 3 episoder                            |
| 1980 | Shelley                           | Clive            | Episode: "Nowt So Queer"              |
| 1982 | Busted                            | Simon            | Fjernsynsfilm                         |
| 1982 | Smiley's People                   | Mr Brownlow      | 1 episode                             |
| 1982 | The Barchester Chronicles         | Obadiah Slope    | 5 episoder                            |
| 1985 | Summer Season                     | Croop            | Episode: "Pity in History"            |
| 1985 | Girls on Top                      | Dmitri / RADA    | 3 episoder                            |
| 1989 | Revolutionary Witness             | Jacques Roux     | Kortfilm til fjernsyn                 |
| 1989 | ScreenPlay                        | Israel Yates     | Episode: "The Spirit of Man"          |
| 1993 | Fallen Angels                     | Dwight Billings  | Episode: "Murder, Obliquely"          |
| 1996 | Rasputin: Dark Servant of Destiny | Grigori Rasputin | Fjernsynsfilm                         |
| 2002 | King of the Hill                  | King Philip      | Stemme, Episode: "Joust Like a Woman" |
| 2004 | Something the Lord Made           | Alfred Blalock   | Fjernsynsfilm                         |
| 2010 | The Song of Lunch                 | He               | BBC Drama Production                  |

Computerspil
| År   | Titel         | Rolle                 | Noter   |
| ---- | ------------- | --------------------- | ------- |
| 1997 | The Space Bar | My Parker / Ty Parker | Stemmer |

### Teater
| År   | Titel                      | Rolle                 | Noter                             |
| ---- | -------------------------- | --------------------- | --------------------------------- |
| 1976 | Sherlock Holmes            | Sherlock Holmes       | Birmingham Repertory Theatre      |
| 1977 | The Devil is an Ass        | Wittipol              | Birmingham Repertory Theatre      |
| 1978 | Love's Labour's Lost       | Boyet                 | Royal Shakespeare Company         |
| 1978 | Captain Swing              | Farquarson            | Royal Shakespeare Company         |
| 1978 | Stormen                    | Ferdinand             | Royal Shakespeare Company         |
| 1980 | Commitments                | Ukendt                | Royal Shakespeare Company         |
| 1981 | The Seagull                | Mr. Aston             | The Royal Court Theatre           |
| 1983 | The Grass Widow            | Dennis                | The Royal Court Theatre           |
| 1983 | Bad Language               | Bob                   | The Royal Court Theatre           |
| 1985 | As You Like It             | Jaques                | Royal Shakespeare Company         |
| 1985 | Troilus and Cressida       | Achilles              | Royal Shakespeare Company         |
| 1986 | Mephisto                   | Hendrik Hofgen        | Barbican Centre, London           |
| 1987 | Les Liaisons Dangereuses   | Le Vicomte de Valmont | Music Box Theatre, Broadway       |
| 1991 | Tango at the End of Winter | Sei                   | Piccadilly Theatre, West End      |
| 1992 | Hamlet                     | Hamlet                | Riverside Studios, London         |
| 1995 | The Winter Guest           | Director              | Almeida Theatre, West End         |
| 1998 | Antony and Cleopatra       | Mark Antony           | Royal National Theatre, London    |
| 2002 | Private Lives              | Elyot Chase           | Richard Rodgers Theatre, Broadway |
| 2006 | My Name Is Rachel Corrie   | Director and Editor   | Minetta Lane Theatre, Broadway    |
| 2008 | Creditors                  | Director              | Donmar Warehouse, London          |
| 2010 | John Gabriel Borkman       | John Gabriel Borkman  | Brooklyn Academy of Music         |
| 2012 | Seminar                    | Leonard               | John Golden Theatre, Broadway     |